# Kenan Muharemović
Kenan Muharemović (* 30. Januar 2006 in Ljubljana) ist ein bosnisch-slowenischer Fußballspieler.

## Karriere

### Verein
Muharemović begann seine Karriere beim SK Austria Klagenfurt. Zur Saison 2019/20 wechselte er zum Wolfsberger AC, bei dem er ab der Saison 2020/21 auch sämtliche Altersstufen in der Akademie durchlief. Im Oktober 2022 debütierte er für die Amateure des WAC in der Regionalliga. Bis zum Ende der Saison 2022/23 kam er zu sechs Einsätzen. In der Saison 2023/24 absolvierte er 20 Partien für Wolfsberg II.
Zur Saison 2024/25 wechselte Muharemović zur zweiten Mannschaft des SK Rapid Wien. Sein Debüt in der 2. Liga gab er im September 2024, als er am achten Spieltag jener Saison gegen die SV Ried in der 90. Minute für Nicolas Bajlicz eingewechselt wurde.

### Nationalmannschaft
Muharemović spielte 2022 viermal im bosnischen U-17-Team. Zwischen 2023 und 2024 kam er zu fünf Einsätzen für die U-19-Mannschaft.

## Persönliches
Sein Bruder Tarik (* 2003) ist ebenfalls Fußballspieler.